# Ejido el Barrancón
Ejido el Barrancón är en ort i Mexiko.   Den ligger i kommunen Tanlajás och delstaten San Luis Potosí, i den centrala delen av landet, 250 km norr om huvudstaden Mexico City. Ejido el Barrancón ligger 89 meter över havet och antalet invånare är 608.
Terrängen runt Ejido el Barrancón är kuperad åt sydväst, men åt nordost är den platt. Runt Ejido el Barrancón är det ganska tätbefolkat, med 111 invånare per kvadratkilometer. Närmaste större samhälle är Tancanhuitz de Santos, 13,8 km sydväst om Ejido el Barrancón. I omgivningarna runt Ejido el Barrancón växer huvudsakligen savannskog.